# Мостарски партизански одред
Мостарски народноослободилачки партизански (НОП) одред је био партизанска јединица у саставу Народноослободилачке војске и партизанских одреда Југославије током Другог светског рата у Босни и Херцеговини.

## Историјат
Формиран је 16. марта 1944. прерастањем Мостарског батаљона у два нова: Мостарски и Коњички. Имао је 230 бораца и дејствовао на подручју северног дела мостарског и делу коњичког среза источно од груге Сарајево— Мостар. У априлу 1944. Одред је (заједно са 27. дивизијом) захваћен концентричним нападом немачких, домобранских и четничких јединица, при чему је претрпео теже губитке и Одбачен са своје територије у рејон Крешева и Битовње планине. Двадесетпетог маја 1944. у селу Солаковој Кули (код Прозора) од њега и 4. батаљона 11. херцеговачке бригаде формирана је 13. херцеговачка бригада.